# گرمابه خسرود
گرمابه خسرود مربوط به دوره قاجار است و در شهرستان قزوین، بخش رودبار شهرستان، روستای خسرود واقع شده و این اثر در تاریخ ۱۱ مرداد ۱۳۸۴ با شمارهٔ ثبت ۱۲۵۹۱ به‌عنوان یکی از آثار ملی ایران به ثبت رسیده است.